# 락검-쏘아이뭇 전투

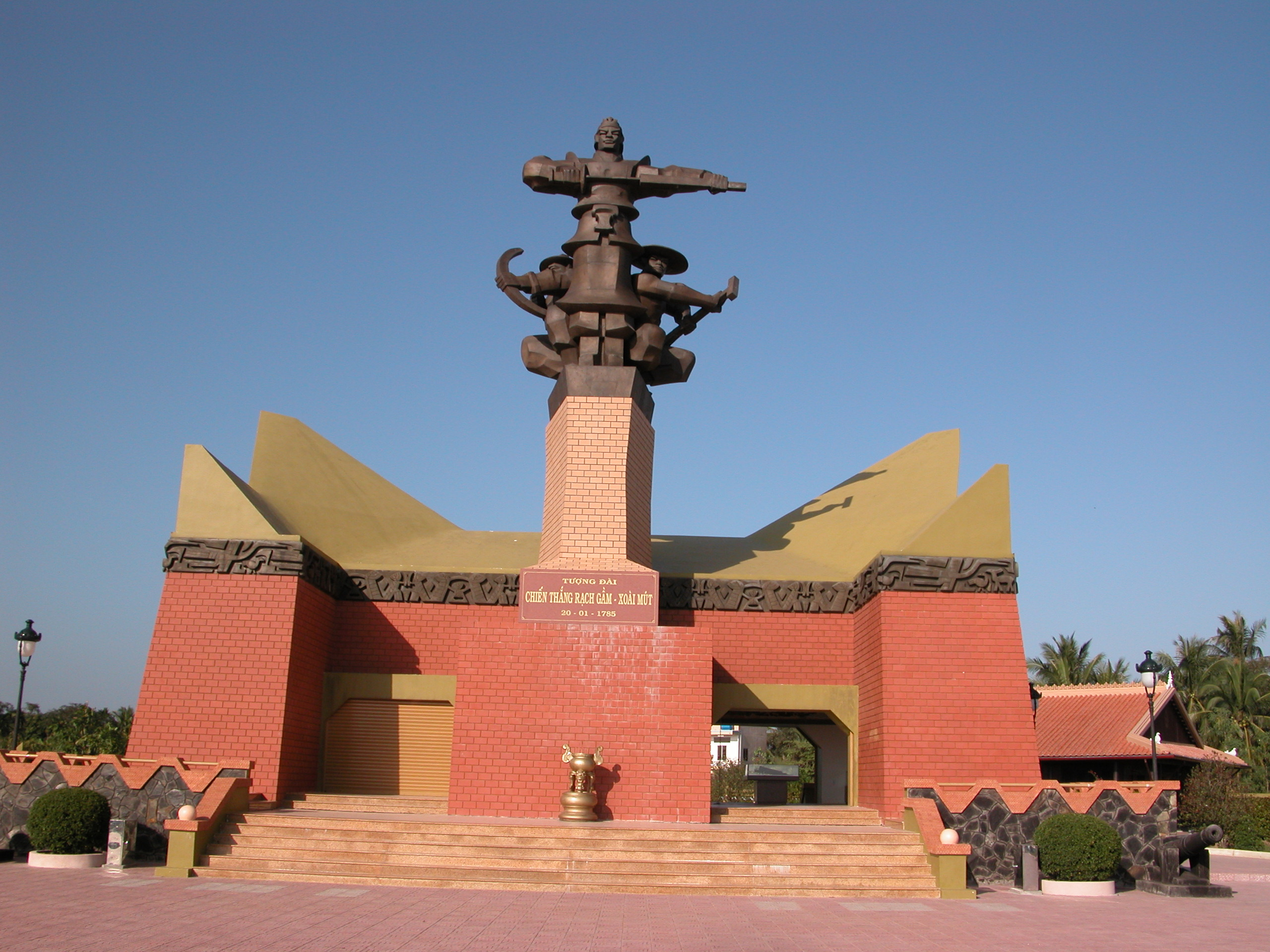

락검-쏘아이뭇 전투(베트남어: Trận Rạch Gầm – Xoài Mút)는 베트남의 떠이선군과 시암-응우옌아인 연합군 간에 1785년 1월 19일 현재 띠엔장으로 불리는 지역에서 벌어진 전투이다. 이는 베트남이 참전한 국제전에서 가장 영광스러운 승리 중 하나로 베트남의 전사(戰史)에 남아 있다.

## 배경
1783년 떠이선 반란군은 사이공을 다시 접수하였고, 이에 응우옌아인은 시암으로 망명하였다. 응우옌아인은 망명 중에 자딘(현재의 호찌민시)을 수복하고 떠이선 반란군을 몰아내기를 희망하였고, 아인의 장군 쩌우반띠엡은 시암의 왕 라마 1세에게 병력 지원을 요청하게 되었다.
1784년 중반 응우옌아인은 2만-5만 명의 시암군과 300척의 시암 전함을 이끌고 캄보디아와 똔레삽 호의 동쪽 방면을 통과해 안남의 최근 합병지를 지났다. 2만 명의 시암군은 끼엔장에 도달하고 나머지 3만여 명은 짭랍에 상륙하여 껀터를 향해 진격해 갔다. 1784년 말 시암군은 자딘의 전 캄보디아 영토를 점령하고 월족 정착민에게 잔혹 행위를 저질렀는데, 이로 인해 현지인들이 떠이선을 지지하게 되었다.

## 전황
응우옌후에가 이끄는 떠이선군은 꾸이년에서부터 남쪽으로 행군하여 곧 코친차이나 지역에 도착하였다. 응우옌후에는 사덱의 강력한 시암군에 대한 직접 공격을 피하고 함정을 설치하고자 했다. 시암군의 기동을 예측한 응우옌후에는 은밀하게 보병과 포병을 메콩강 연안(현재 띠엔장의 락검-쏘아이뭇 지역)과 강 중앙의 일부 섬에 배치하여 북쪽 강둑의 다른 부대와 마주보게 했고, 이렇게 배치된 양측 보병 병력이 수군 지원을 받을 수 있도록 하였다.
1785년 1월 19일 아침, 응우옌후에는 휴전기(休戰旗)를 내건 약간의 수군 병력을 보내 시암군을 함정으로 유인했다. 계속된 승리로 시암군은 자신만만해 있었고, 교섭을 위해 함정을 모르는 채로 나아갔다. 이때 응우옌후에의 전함이 무대비 상태의 시암 병력을 향해 신속하게 달려들어 시암군을 진퇴양난에 빠뜨렸다. 그사이 떠이선의 포병대는 포격을 시작했다.
전투 결과 시암군은 거의 전멸에 가까운 타격을 입었다. 베트남 측 자료에 의하면, 시암 측의 모든 전함이 파괴되었고 시암 원정군 중 2-3천 명만이 살아서 메콩 강을 건너 시암으로 도망쳤다고 한다. 응우옌아인과 식솔들은 도망쳐 나중에 시암으로 갔다.

## 같이 보기
- 떠이선 왕조